# 虹組ベスツ!②
『虹組ベスツ!②』（にじぐみベスツ!②）は、2013年3月23日にProduction COLOR∞FULLから発売された虹組ファイツの3枚目のオリジナルアルバムである。

## 概要
- 前作『虹組ベスツ!①』より1年ぶりとなる虹組ファイツ3枚目のオリジナルアルバム。5th・6thのシングル2枚を収録。
- 新曲・ソロ曲・ユニット曲を含む全17曲で構成されている。
- 7thシングル「桜咲け!!! / もうやめや…薄愛主義」と同日発売。
- レコーディング参加メンバーは1期生〜6期生の選抜メンバー。

## 収録曲
1. SHOW ME 抱きしめて（岡本・手塚・矢紫・中村・安倍・牛島・南）(3:52)
作詞・作曲・編曲：田中守・振付：牛嶋瑛一郎
5thシングル。
2. サンクス神様!（岡本・伊藤・矢柴・篠田・中村・安倍・牛島・野々村・森・南・井上）(4:34)
作詞・作曲・編曲：田中守・振付：矢柴一拓
5thシングルのカップリング曲。
3. BABY（手塚・佐々木・西村・三浦・山口）(3:25)
作詞・作曲・編曲：田中守
5thシングルのカップリング曲。
4. Dear 係長!〜TOMMYを着た悪魔（岡本・矢柴・青柳・安倍・牛島・南）(3:48)
作詞・作曲・編曲：田中守・振付：矢柴一拓
6thシングルのA面。
5. 会いたいキモチ。（伊藤・佐々木・三浦・牛島・野々村・山本）(3:45)
作詞・作曲：田中守・編曲：野々村健太
6thシングルのB面。
6. 男と男のラブゲーム（岡本・河野・松丸・佐々木・安倍・井上・北山・小山）(4:00)
作詞・作曲・編曲：田中守・振付：矢柴一拓
7. HOME SICK BOY!（矢柴・中村・伊藤・佐野・野々村・三浦・南・若林）(4:52)
作詞・作曲：田中守・編曲：野々村健太・振付：矢柴一拓
8. CASINO（西村・山下・青柳・手塚・坂井・山城）(5:17)
作詞・作曲：田中守・編曲：野々村健太・振付：山城仁
9. ゼウスの舞（伊藤・青柳・佐々木・山本・田中・天野・安藤・川瀬・木住・高橋・佐藤・下嶋・武井）(4:22)
作詞・作曲・編曲：田中守・振付：山城仁
10. 魔法 GOOD! エモーション（山下・篠田・安倍・中村・三浦・南・北山・山城・若林・飯島）(4:27)
作詞・作曲・編曲：田中守・振付：矢柴一拓
11. 新宿 DISCOTHEQUE ロンリネス（矢柴・中村・西村・井上・北山・若林・飯島・矢沢・鈴木・島田）(5:34)
作詞・作曲：田中守・編曲：野々村健太・振付：南浩平
12. 泣かないアーメンガード（岡本）(3:20)
作詞・作曲・編曲：田中守
13. イケないブレザー（南）(3:44)
作詞・作曲・編曲：田中守
14. 鏡よ、鏡（伊藤）(2:54)
作詞・作曲・編曲：田中守
15. Question of my baby love（安倍）(4:09)
作詞・作曲・編曲：田中守
16. むっちゃ好っきゃねん先輩!（青柳・山本・田中・天野・川瀬・木住）(4:20)
作詞：田中守・作曲・編曲：野々村健太
「KANSA!ファイツ」による楽曲
17. アイドル戦隊虹組ファイブ（矢柴・中村・安倍・南・若林・岡本・橘・西村・島田） (4:27)
作詞・作曲・編曲：田中守・振付：矢柴一拓
「アイドル戦隊虹組ファイブ」による楽曲